# Aldeamayor de San Martín
Aldeamayor de San Martín è un comune spagnolo di 1 588 abitanti situato nella comunità autonoma di Castiglia e León.